# مبین شیخی
مبین شیخی (زادهٔ گرگان) متولد سال ۱۳۷۶ بازیکن بسکتبال اهل ایران است که برای باشگاه بسکتبال شهرداری گرگان در لیگِ بَرتر بسکتبال ایران و تیم ملی ایران بازی می‌کند. او خود را در تیم ملی اثبات کرده است. وی ۳ امتیازی زن قهار است.